# Daichi Sugimoto
Daichi Sugimoto (født 15. juli 1993) er en japansk fodboldspiller, som spiller for den japanske fodboldklub Yokohama F. Marinos.